# Proces s československými hokejisty 1950

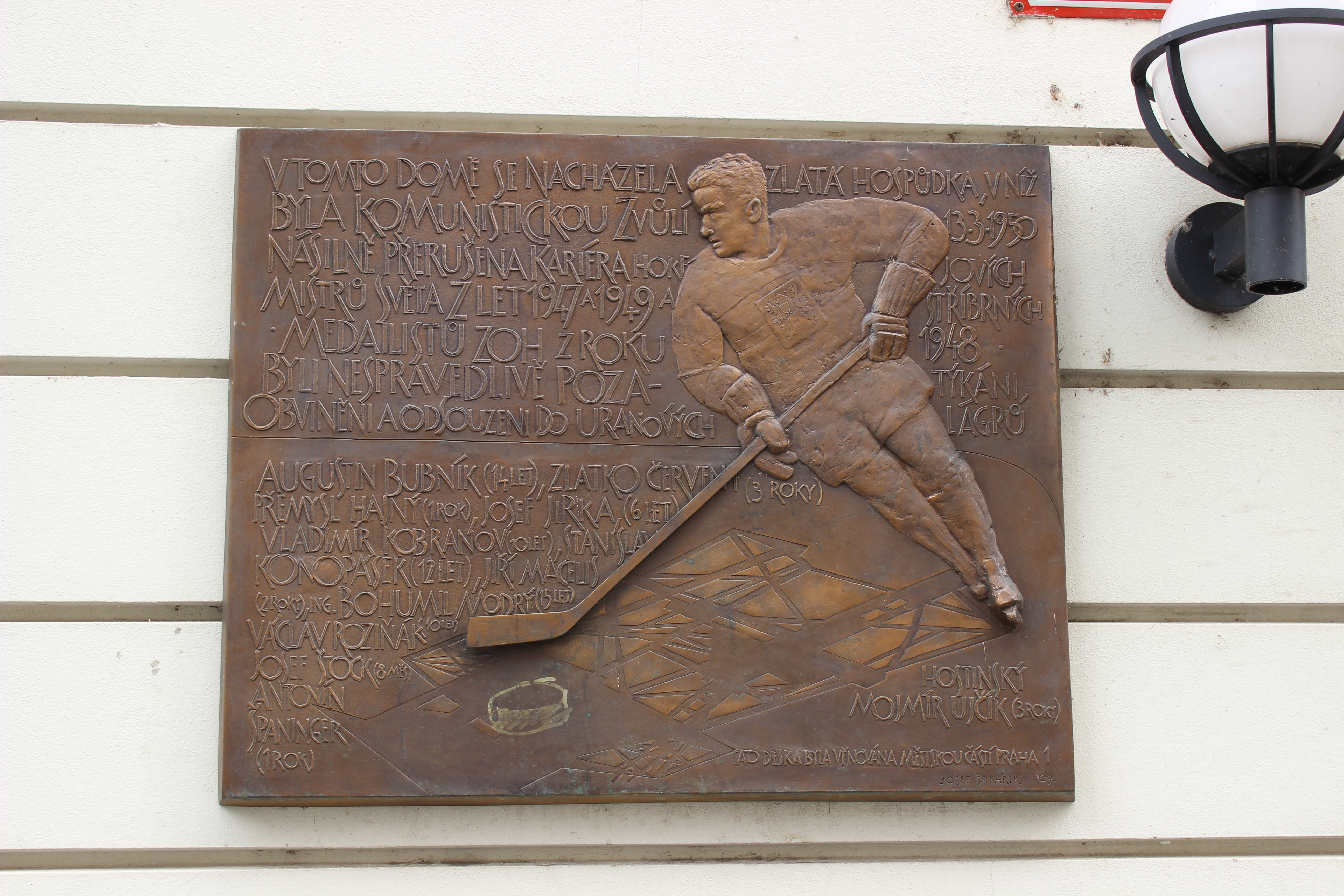
Pamětní tabule

Proces s československými hokejisty patří k největším nezákonnostem padesátých let.[zdroj?] Jedenáct reprezentantů v ledním hokeji bylo křivě obviněno z vlastizrady a odsouzeno k vysokým trestům odnětí svobody.

## Bojkot mistrovství světa

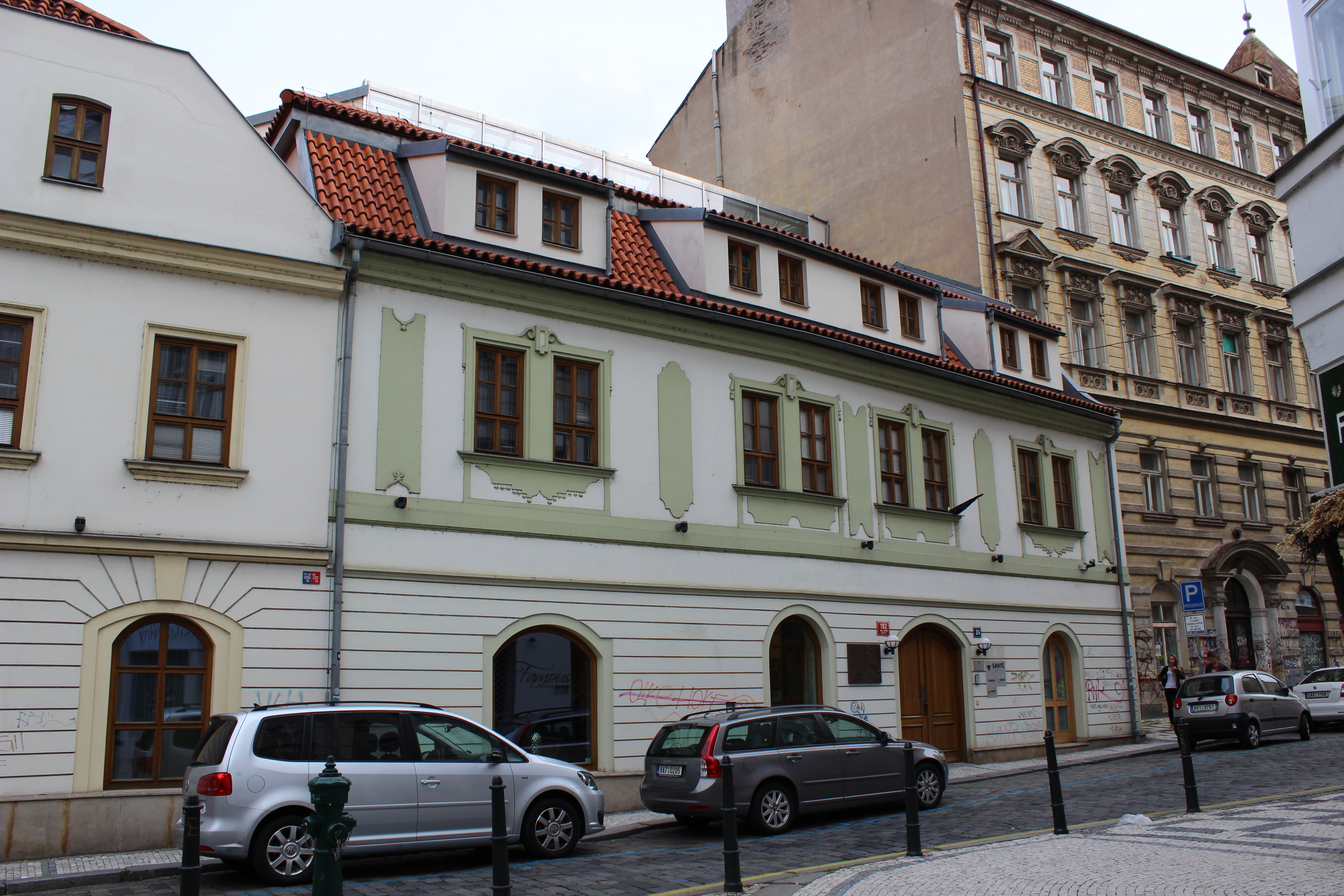
Pražský dům, v němž bývala restaurace U Herclíků (Pštrossova 194/28)

V sobotu 11. března 1950 měla československá hokejová reprezentace odletět do Londýna na mistrovství světa k obhajobě zlatých medailí ze Stockholmu. Cesta však byla zrušena, protože dvěma rozhlasovým komentátorům, z nichž jeden byl Otakar Procházka, který se k výpravě připojil na poslední chvíli, nebylo údajně uděleno britské vízum. Toto se ovšem později britská strana pokusila vyvrátit, což se jí úspěšně podařilo. Hráči dostali volno a v pondělí 13. března v poledne byli předvoláni do Tyršova domu, kde jim bylo oznámeno, že Československo se na protest proti postupu britských úřadů světového šampionátu nezúčastní. Vladimír Bouzek a další moravští hráči odcestovali domů, zatímco zbytek týmu zamířil do restaurace U Herclíků (pro blízkost Národního divadla také zvané Zlatá hospůdka), kde oslavovali narozeniny syna jednoho z hokejistů. Mimoto pili na žal a vedli protistátní řeči. Okolo 21. hodiny do lokálu vtrhli příslušníci StB a odvedli všechny přítomné.
Následujícího dne, 14. března, byl doma zatčen také Vladimír Kobranov, který se v hospodě zdržel jen krátce. 24. března tajní policisté po návratu z dovolené zadrželi brankáře Bohumila Modrého, ačkoli s aférou U Herclíků neměl nic společného (nebyl už v té době vůbec členem národního týmu) – vyšetřovatelé se z něj rozhodli udělat hlavu celého spiknutí.

## Soud
Zatčení hráči byli umístěni v neblaze proslulém hradčanském Domečku a podrobeni mučení. Ve dnech 6. a 7. října se konalo neveřejné přelíčení, na které nebyli připuštěni ani příbuzní obžalovaných. Předseda senátu JUDr. Karel Kruk vynesl za špionáž a velezradu velmi přísné rozsudky. Hokejisté byli vězněni na plzeňských Borech a později odesláni do uranových dolů. Až v roce 1955 jim prezident Antonín Zápotocký udělil milost.

## Seznam trestů
- Bohumil Modrý 15 let
- Augustin Bubník 14 let
- Stanislav Konopásek 12 let
- Václav Roziňák 10 let
- Vladimír Kobranov 10 let
- Josef Jirka 6 let
- Zlatko Červený 3 roky
- Jiří Macelis 2 roky
- Antonín Španinger 1 rok
- Přemysl Hainý 1 rok
- Josef Stock 8 měsíců

Pro neoznámení trestného činu byl odsouzen na 3 roky také majitel Zlaté hospůdky Mojmír Ujčík, bývalý hokejista.

## Záhada Zábrodského
Někteří odsouzení hokejisté později poukazovali na fakt, že byl z obžaloby překvapivě vynechán kapitán národního mužstva Vladimír Zábrodský, který byl vyslýchán pouze jako svědek. Jeho otec, vedoucí pražského klubu LTC, už před tím ohlásil policejním orgánům z obav před horšími následky, že hokejisté při Spenglerově poháru v Davosu hlasovali o emigraci celého týmu. Žádné další relevantní důkazy proti rodině Zábrodských nebyly nikdy odhaleny. Z protokolů a výslechů naopak vyplývá, že se Vladimír Zábrodský sice snažil chránit sebe a svou rodinu, ale zároveň spoluhráčům – na rozdíl od jiných – nijak nepřitížil. Někteří z nich však jeho záhadné vynechání z celého případu považovali za zradu. Zábrodského postihl pouze krátký zákaz činnosti. K případu se až do konce života vyjadřoval velmi zdrženlivě.

## Pozadí případu
Existuje několik vysvětlení tak bezprecedentně krutého zákroku proti úspěšným sportovcům:
- snaha exemplárně potrestat hráče bývalého LTC Praha jako představitele „buržoazního“ sportu a uvolnit prostor nové generaci, která bude k režimu loajální
- obava, že by celý tým zůstal po mistrovství světa na Západě a udělal tak komunistům světovou ostudu; do exilu už předtím odešli Josef Maleček a Oldřich Zábrodský, stejně jako krasobruslařka Ája Vrzáňová a tenista a hokejista Jaroslav Drobný
- někdy se zvažuje také možnost, že byl celý proces řízen z Moskvy – sovětský tým, který po roce 1954 ovládl světový hokej, byl velkým propagandistickým trumfem a Čechoslováci by pro něj představovali nežádoucí konkurenci, jíž se bylo potřeba preventivně zbavit